# Seleção Inglesa de Rugby Union
A Seleção Inglesa de Rugby Union é a representante do rugby union inglês em amistosos (Tests) e campeonatos como o Seis Nações e a Copa do Mundo de Rugby Union, da qual foi campeã no ano de 2003.
A história da equipe começa em 1871, quando o rugby union inglês teve sua primeira partida oficial, em que perdeu para a Escócia.

## História

### O primeiro jogo
Alunos de escolas privadas da cidade de Rugby difundiram o jogo na primeira metade do século XIX. Eles o levaram às universidades (formando um clube em Cambridge em 1839), a Londres (onde o clube Blackheath foi fundado na década de 1860) e às províncias inglesas de Manchester e Liverpool. O primeiro jogo da história dos ingleses foi contra a Escócia em 27 de março de 1871. O jogo não foi somente o primeiro dos ingleses, mas sim o primeiro jogo internacional de rugby union da história. A partida foi disputada no Raeburn Place, em Edimburgo, Escócia. A Escócia venceu com um placar de 4 a 1 com público de 4 000 pessoas.

## Campeonatos

### Seis Nações
Com o advento da criação do campeonato Cinco Nações (Five Nations) em 1883, a Inglaterra passou a manter a hegemonia do rugby union ganhando os primeiros campeonatos (venceu os dois primeiros, e compartilhou o título com a Escócia no terceiro). Sucesso parecido foi conseguido no início do século XX, com a vitória inglesa em 10 edições do campeonato (dois deles compartilhados) dos anos 1910 a 1930 (os campeonatos de 1915 a 1919 não ocorreram devido à I Guerra Mundial). Oito dos dez títulos eram Grand Slams, demonstrando o quantos os ingleses eram imbatíveis no campo. De 1931 a 1939, os ingleses ganharam mais quatro títulos.
A Copa das Seis Nações é disputado a cada ano, e a Inglaterra é a sua maior vencedora, completando grande parte dos Grand Slams.

Resumo da participação Seleção Inglesa no Seis Nações
| Ano  | Lugar | Vit. | Emp. | Der. | Pontos a favor | Pontos contra | Pontos +/- | Pontos |
| ---- | ----- | ---- | ---- | ---- | -------------- | ------------- | ---------- | ------ |
| 2000 | 1°    | 4    | 0    | 1    | 183            | 70            | 113        | 8      |
| 2001 | 1°    | 4    | 0    | 1    | 229            | 80            | 149        | 8      |
| 2002 | 2°    | 4    | 0    | 1    | 184            | 53            | 131        | 8      |
| 2003 | 1°    | 5    | 0    | 0    | 173            | 46            | 127        | 10     |
| 2004 | 3°    | 3    | 0    | 2    | 150            | 86            | 64         | 6      |
| 2005 | 4°    | 2    | 0    | 3    | 121            | 77            | 44         | 4      |
| 2006 | 4°    | 2    | 0    | 3    | 120            | 106           | 14         | 4      |
| 2007 | 3°    | 3    | 0    | 2    | 119            | 115           | 4          | 6      |
| 2008 | 2°    | 3    | 0    | 2    | 108            | 83            | 25         | 6      |
| 2009 | 2°    | 3    | 0    | 2    | 124            | 70            | 54         | 6      |
| 2010 | 3°    | 2    | 1    | 2    | 88             | 76            | 12         | 5      |
| 2011 | 1°    | 4    | 0    | 1    | 132            | 81            | 51         | 8      |
| 2012 | 2°    | 4    | 0    | 1    | 98             | 71            | 21         | 8      |

 Seis Nações Classificação Geral 
| Seleção       | Torneios disputados | Campeonatos vencidos | Vitórias compartilhadas | Tríplice Coroa | Grand Slams | Colher de pau |
| ------------- | ------------------- | -------------------- | ----------------------- | -------------- | ----------- | ------------- |
| Inglaterra    | 122                 | 28                   | 10                      | 25             | 13          | 25            |
| País de Gales | 124                 | 26                   | 11                      | 20             | 11          | 21            |
| Escócia       | 124                 | 15                   | 8                       | 10             | 3           | 33            |
| Irlanda       | 124                 | 14                   | 8                       | 11             | 3           | 36            |
| França        | 88                  | 17                   | 8                       | -              | 9           | 18            |
| Itália        | 19                  | 0                    | 0                       | -              | 0           | 13            |

NOTA: Atualizado após a edição de 2018

### Desempenho emCopas do Mundo

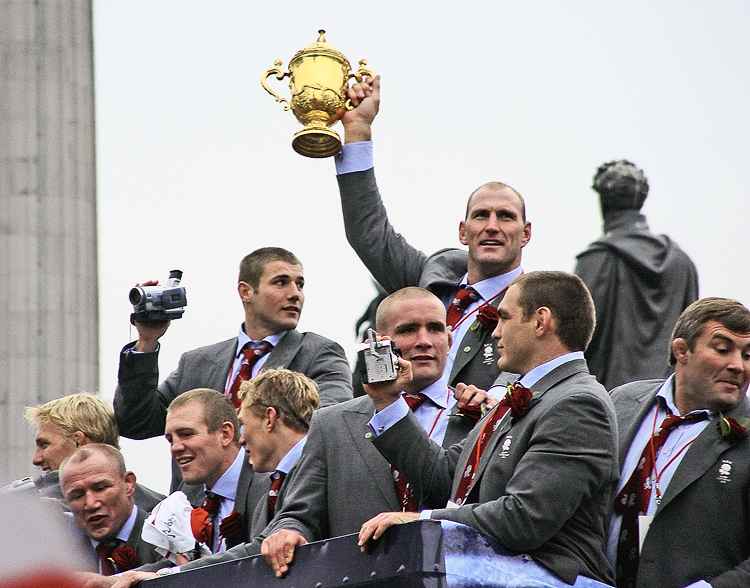
Jogadores comemoram o título de 2003 na Trafalgar Square, em Londres.

O melhor resultado que a seleção inglesa já obteve foi o recente título quando derrotou os australianos, em casa, na final da Copa do Mundo de Rugby Union de 2003. A performance de Jonny Wilkinson foi decisiva para a vitória inglesa.
| Resumo na Copa do mundo: = Vitória - Empate - Derrota |             |                            |                  |            |                |       |
| Ano                                                   | Lugar       | 1 Turno                    | Quartas-de-final | Semifinais | Terceiro lugar | Final |
| 1987                                                  | 5°          | 6-19; 60-7; 34-6           | 3-16             |            |                |       |
| 1991                                                  | Vice-Campeã | 12-18; 36-6; 37-9          | 19-10            | 9-6        |                | 6-12  |
| 1995                                                  | 4°          | 24-18; 27-20; 44-22        | 25-22            | 29-45      | 9-19           |       |
| 1999                                                  | 5°          | 67-7; 16-30; 101-10; 45-24 | 21-44            |            |                |       |
| 2003                                                  | Campeã      | 84-6; 25-6; 35-22; 111-13  | 28-17            | 24-7       |                | 20-17 |
| 2007                                                  | Vice-Campeã | 28-0; 0-36; 44-22; 36-20   | 12-10            | 14-9       |                | 6-15  |
| 2011                                                  | 5°          | 13-9; 41-10; 67-3; 16-12   | 12-19            |            |                |       |